# 端信行
端 信行（はた のぶゆき、1941年 - ）は、日本の文化人類学者。専攻は経済人類学・アフリカ民族学。国立民族学博物館名誉教授。

## 来歴・人物
1941年、大阪府生まれ。京都大学文学部を卒業。
卒業後は天理大学教養学部講師、国文学研究資料館助教授を務めた。その後、国立民族学博物館助教授、教授を務め、2001年に退職すると同時に名誉教授となった。その後も2001年から2007年まで京都橘大学文化政策学部教授。2004年から2006年まで文化経済学会＜日本＞会長、その後は2014年3月まで兵庫県立歴史博物館館長を務めた。2015年現在、滋賀県平和祈念館館長を務めている。

## 主な著作

### 単著
- 『サバンナの農民―アフリカ文化史への序章』（中公新書;629）中央公論社、1981年。
- 『文化としての経済―文化人類学からの接近』ダイヤモンド社、1986年。

### 共著
- 『新ニッポン人学―サラリーマンの24時間はどう変わってきたか』（石毛直道、小山修三、栗田靖之との共著）PHP研究所、1988年。
- 『文化政策入門―文化の風が社会を変える』（池上惇、福原義春、堀田力と共著、丸善ライブラリー）丸善出版、2001年。

### 編著
- 『現代日本文化における伝統と変容2 日本人の人生設計』ドメス出版、1986年。
- 『民族の二〇世紀　二〇世紀における諸民族の伝統と変容』ドメス出版、2001年。

### 共編著
- 『ミュージアム・マネージメント―博物館経営の方法と実践』（大堀哲、小林達雄、諸岡博熊との共編）東京堂出版、1996年。
- 『ボランタリー経済とコミュニティ』（高島博との共編）白桃書房、2000年。
- 『文化政策学の展開』（池上惇との共編）晃洋書房、2003年。
- 『文化によるまちづくりと文化経済』（中谷武男との共編）晃洋書房、2006年。
- 『都市空間を創造する―越境時代の文化都市論』（中牧弘允、NIRAとの共編）日本経済評論社、2006年。